# Preußische G 8
Die Lokomotiven der Gattung G 8 waren vierfach gekuppelte, laufachslose Heißdampf-Güterzuglokomotiven der Preußischen Staatseisenbahnen. Es hat zwei Varianten gegeben, die ab 1902 gebaute G 8 mit 14 t Achslast und die ab 1913 gebaute „verstärkte G 8“ (später als G 8.1 bezeichnet) mit 17 t Achslast. Letztere war mit mehr als 5.000 Exemplaren die meistgebaute Länderbahnlokomotive überhaupt.

## Geschichte

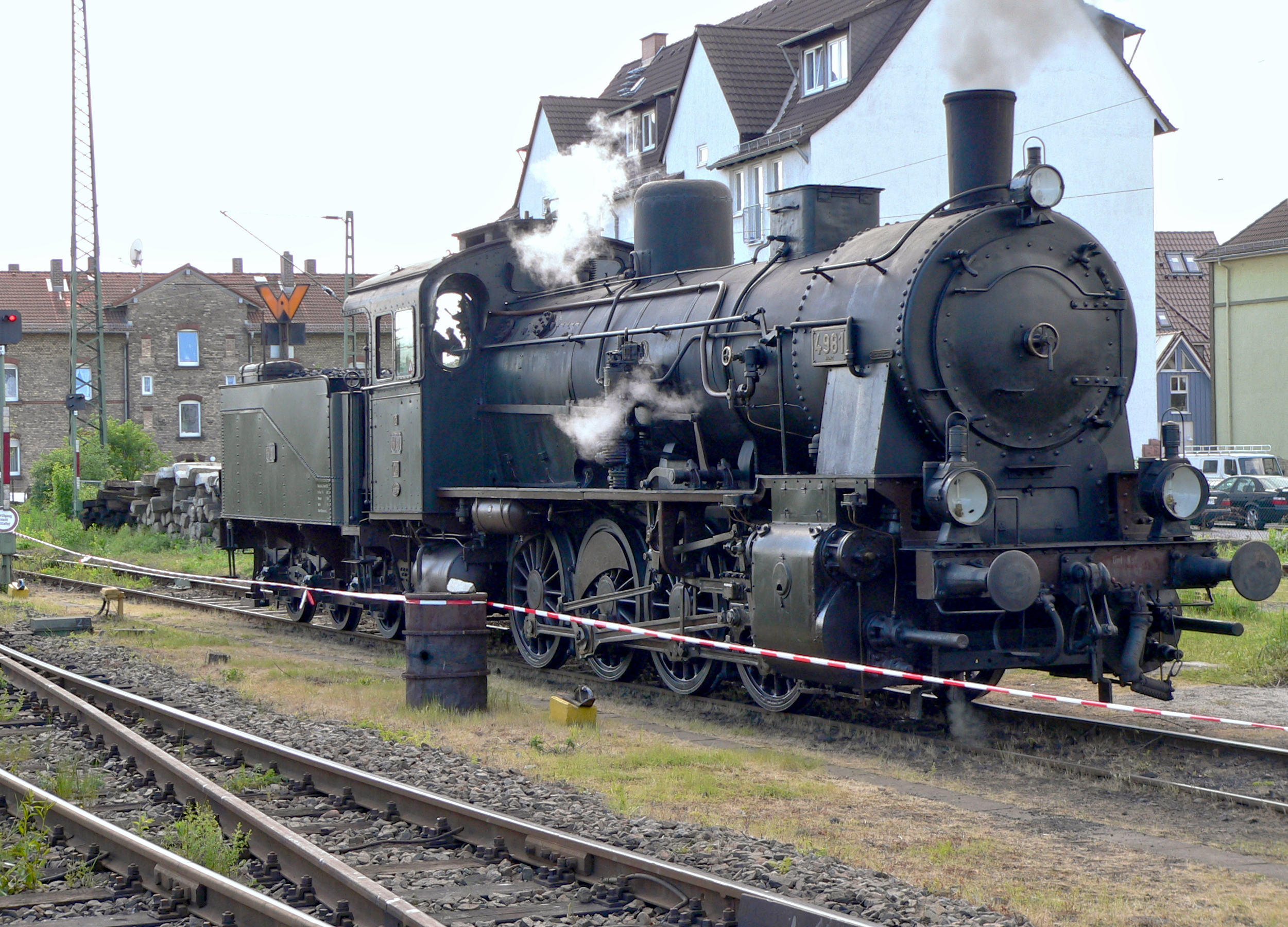
G 8 4981 Mainz im Eisenbahnmuseum Darmstadt-Kranichstein

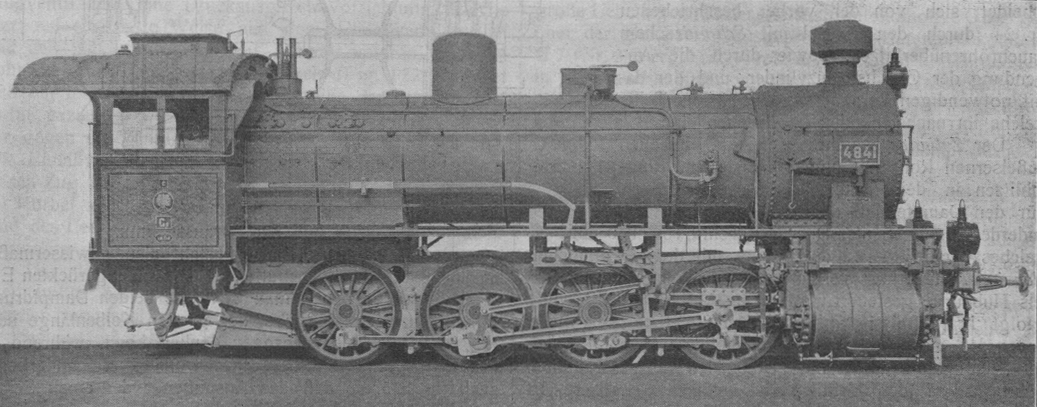
G 8 4841 Frankfurt mit Gleichstrom-Zylindern Bauart Stumpf

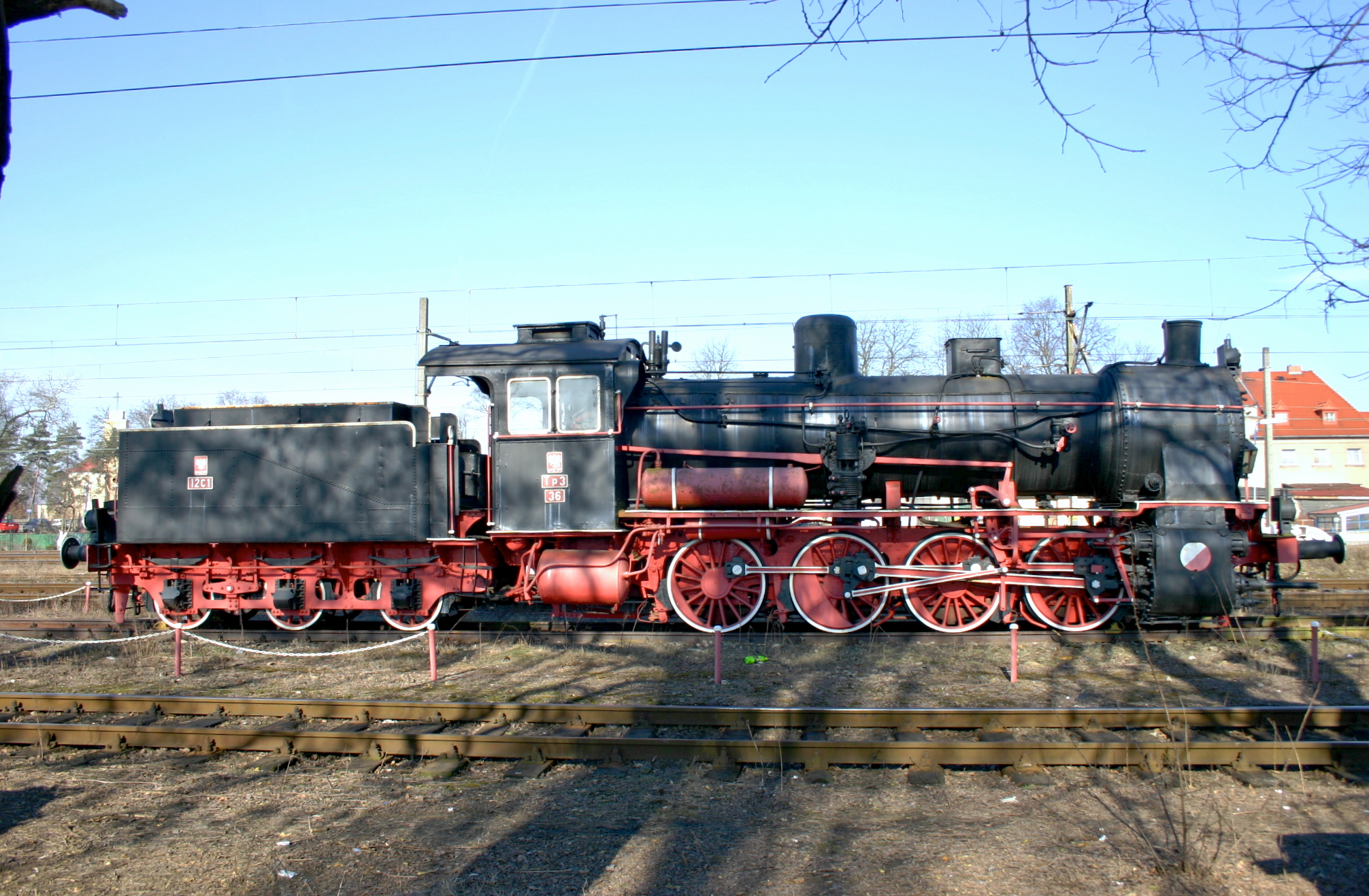
Tp 3-36 der PKP (ex 55 2199, Hanomag 6712/1913) als Denkmallok am Bahnhof Zbąszynek

Die G 8 wurde zwischen 1902 und 1913 von verschiedenen Herstellern in insgesamt 1.054 Exemplaren gebaut. Es waren die ersten Heißdampf-Güterzuglokomotiven in Preußen, weshalb sie anfangs unter einer Reihe von Kinderkrankheiten litten. Ein weiteres Problem war die Beschränkung auf 14 t Achslast, weswegen viele Bauteile zu schwach ausgeführt werden mussten, um Gewicht zu sparen. Während der Beschaffungszeit wurden immer wieder Änderungen an den Lokomotiven vorgenommen: Der Zylinderdurchmesser wurde von 575 mm auf 600 mm vergrößert; auch die Rostfläche, die Verdampfungsheizfläche und die Überhitzheizfläche wurden vergrößert.
Sieben Maschinen sind probeweise mit Gleichstrom-Zylindern Bauart Stumpf ausgerüstet worden. Zehn weitere erhielten eine Lentz-Ventilsteuerung. Keine dieser Varianten war der Normalbauart jedoch überlegen.
Die Fahrzeuge waren mit Schlepptendern der Bauarten pr 3 T 12, pr 3 T 16,5 und pr 2’2’ T 16 ausgestattet.
Die Deutsche Reichsbahn übernahm 1925 als Baureihe 55.16–22 noch 656 Lokomotiven als 55 1601–2256 in ihren Umzeichnungsplan, 1935 kamen weitere zwölf von den Eisenbahnen des Saarlandes als 55 2257–2268 hinzu. Im Zweiten Weltkrieg kamen noch einige Lokomotiven aus Polen hinzu, die Nummern bereits ausgemusterter Fahrzeuge zwischen 55 1604 und 55 1710 erhielten. 14 Loks der Baureihe waren in den 1930er Jahren in Landau stationiert.
336 Lokomotiven verblieben bei ausländischen Bahnen oder mussten dahin abgegeben werden.

## Verbleib

### Deutsche Reichsbahn / Deutsche Bundesbahn
Die DB erhielt nach dem Zweiten Weltkrieg 205, die DR 50 Exemplare. In der Bundesrepublik wurden die letzten Fahrzeuge 1955, in der DDR erst 1969 ausgemustert.

### Österreich
Nach dem Zweiten Weltkrieg verblieben die 55 1681, 1881 und 2180 in Österreich. Die 55 1881 wurde 1950 an die Deutsche Bundesbahn zurückgegeben. Die beiden restlichen Maschinen bildeten bei den ÖBB unter Beibehaltung der Ordnungsnummer die ÖBB Reihe 755. Die 755.2180 wurde 1954, die 755.1681 erst 1957 ausgemustert.

### Polen
In Polen verblieben nach dem Ersten Weltkrieg 83 Lokomotiven der Gattung G 8, welche durch die PKP unter der Bezeichnung Tp 3 eingesetzt wurden. Auch nach dem Zweiten Weltkrieg waren die 45 noch verbliebenen Maschinen unverzichtbar – deren letzte wurde erst 1970 ausgemustert.

## Erhaltene Lokomotiven
Die Lok Nr. 4981 Mainz (siehe Bild) ist rollfähig erhalten. Die 1913 gebaute Maschine war im Ersten Weltkrieg zum Bau der Bagdadbahn in die Türkei gelangt, wo sie bei der Türkischen Staatseisenbahn (TCDD) die Nummer 44.079 getragen hat. 1987 wurde die noch betriebsfähige Lok auf eigenen Rädern nach Deutschland geschleppt. Sie wurde aufgearbeitet und weitgehend in ihren Originalzustand zurückversetzt. Sie ist im Besitz des Eisenbahnmuseums Darmstadt-Kranichstein.